# ليزا جاكسون (ممثلة)
ليزا جاكسون (بالإنجليزية: Lisa Jackson)‏ هي ممثلة بريطانية، ولدت في 1 يونيو 1979.

## وصلات خارجية
- ليزا جاكسون على موقع IMDb (الإنجليزية)
- ليزا جاكسون على موقع ألو سيني (الفرنسية)
- ليزا جاكسون على موقع أول موفي (الإنجليزية)
- ليزا جاكسون على موقع قاعدة بيانات الفيلم (الإنجليزية)
- ليزا جاكسون على موقع كينوبويسك (الروسية)